# LDE – Dresden bis Riesa
Die DRESDEN bis RIESA waren Schlepptenderlokomotiven der Leipzig-Dresdner Eisenbahn-Compagnie LDE.

## Geschichte
Die Lokomotive DRESDEN wurde 1844 von Hawthorn, Newcastle upon Tyne/England mit der Fabriknummer 375 an die LDE geliefert. Zwei weitere, weitgehend baugleiche Lokomotiven folgten 1846 mit den Fabriknummern 446 und 447. Sie trugen die Namen LEIPZIG und RIESA. 1856 wurden die Lokomotiven mit Kirchweger-Abdampfkondensation ausgerüstet.
Die Lokomotiven wurden 1861 und 1867 ausgemustert.

## Beschreibung
Geschmiedeter Barrenrahmen in Leiterform (Innenrahmen), zusätzlich Außenrahmen, der die um 7 Grad geneigten Zylinder aufnahm. Obenliegende Kreuzkopfführung, der Antrieb erfolgte auf den 2. Kuppelradsatz, beide Treibachsen mit untenliegenden Federn, Laufachse mit obenliegender Feder, direkt hinter der Rauchkammer. Zwei Speisepumpen, welche durch Exzenter von der 1. Kuppelachse getrieben wurden, halbrunde Stehkesseldecke, Kesselverkleidung bestand aus Holzlatten mit Messingbändern, Dom mittig auf den Langkessel, federbelastetes Sicherheitsventil auf Stehkesseldecke.